# Anochetus shohki
Anochetus shohki é uma espécie de formiga do gênero Anochetus, pertencente à subfamília Ponerinae.